# Александр фон Фалькенгаузен
Александр Ернст Альфред Герман фрайгерр (барон) фон Фалькенхаузен (нім. Alexander Ernst Alfred Hermann Freiherr von Falkenhausen; 29 жовтня 1878 — 31 липня 1966, Нассау) — німецький офіцер, генерал піхоти (8 березня 1934). Кавалер ордена «Pour le Mérite» і Німецького хреста в сріблі.

## Біографія
На службі в німецькій армії з 1897 року, виконував військові місії в країнах Сходу — Туреччині, Японії, Китаї.
У 1937 році, коли Німеччина підтримала агресію Японії проти Китаю, Фалькенгаузен (в той час очолював військову місію при Чан Кайші) не підтримав агресію і був відкликаний під загрозою арешту його сім'ї, незабаром звільнений у відставку. У 1938 році Фалькенгаузен повернутий на військову службу, воював на Західному фронті, з 1940 року — начальник військової адміністрації окупованої Бельгії. Дружив з учасниками антигітлерівського змови Карлом Герделером і Ервіном фон Віцлебеном, після провалу їх змови був заарештований. Перебував в різних концтаборах, звільнений американцями в 1945 році.
У 1948 році відправлений до Бельгії, де притягнутий до суду, в березні 1951 засуджений до 12 років ув'язнення, проте вже через кілька тижнів помилуваний і звільнений, після того, як були представлені докази його особистої участі у порятунку багатьох євреїв від депортації в табори смерті .
У 1950 році отримав особисте привітання і чек на 1 мільйон доларів від Чан Кайші як «друг Китаю».

## Нагороди
- Орден Корони (Пруссія) 4-го класу з мечами
- Орден Фрідріха (Вюртемберг), лицарський хрест 2-го класу з мечами

### Перша світова війна
- Залізний хрест 2-го і 1-го класу
- Королівський орден дому Гогенцоллернів, лицарський хрест з мечами
- Pour le Mérite
- Орден Святого Йоанна (Бранденбург), лицар справедливості
- Хрест «За вислугу років» (Пруссія)
- Орден «За заслуги» (Баварія) 3-го класу з мечами
- Орден Вюртемберзької корони, лицарський хрест з мечами
- Орден Заслуг герцога Петра-Фрідріха-Людвіга, лицарський хрест 1-го класу з мечами та лавром (Велике герцогство Ольденбург)
- Військовий Хрест Фрідріха-Августа (Ольденбург) 2-го і 1-го класу
- Медаль «За відвагу» (Гессен)
- Ганзейський Хрест (Гамбург)
- Орден Залізної корони 3-го класу з військовою відзнакою (Австро-Угорщина)
- Хрест «За військові заслуги» (Австро-Угорщина) 3-го класу з військовою відзнакою

#### Нагороди Османської імперії
- Орден «Османіє» 3-го класу з шаблями
- Орден Меджида 2-го класу з шаблями
- Медаль «Імтияз» в сріблі з шаблями
- Медаль «Ліакат» в золоті з шаблями
- Галліполійська зірка

### Міжвоєнний період
- Почесний хрест ветерана війни з мечами (1934)
- Медаль «За вислугу років у Вермахті» 4-го, 3-го, 2-го і 1-го класу (25 років)

### Друга світова війна
- Хрест Воєнних заслуг 2-го і 1-го класу з мечами
- Німецький хрест у сріблі (20 квітня 1943)

## Галерея

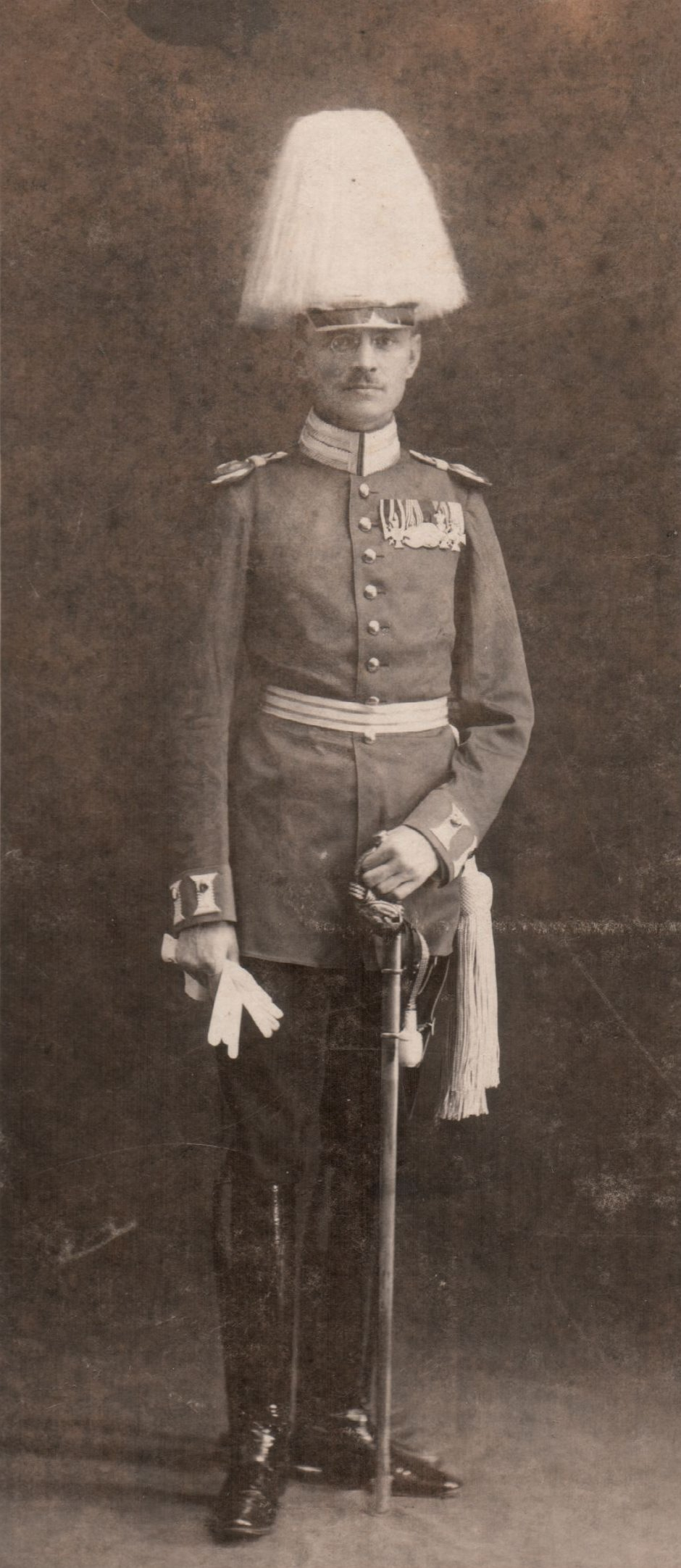
Фалькенгаузен в 1911 році.
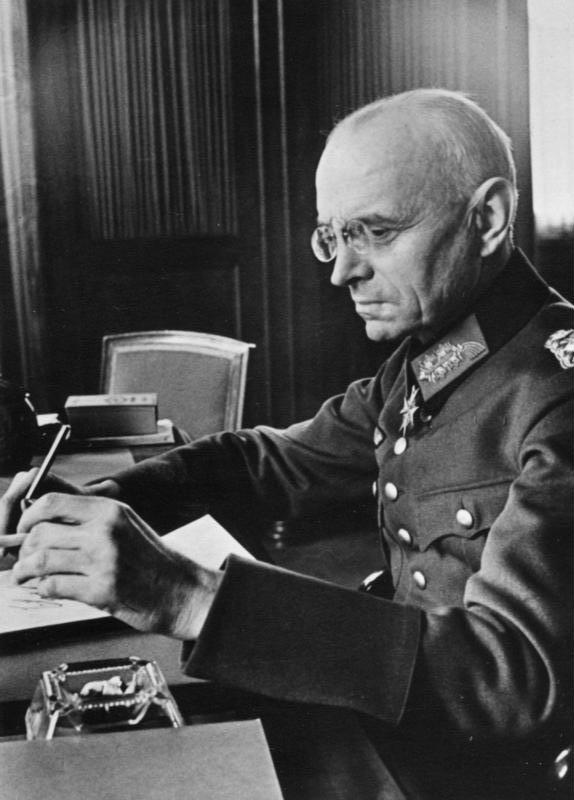
Фалькенгаузен в 1940 році.